# Беляев, Николай Захарович
Николай Захарович Беляев (5 декабря 1907, с. Билярск, Казанская губерния, Российская империя — 7 сентября 1982, Москва, СССР) — советский военачальник, полковник (1943).

## Биография
Родился 5 декабря 1907 года в селе Билярск, ныне  в Алексеевском районе, Татарстана. Русский.

## Военная служба
В августе 1929 года поступил курсантом в Ульяновскую пехотную школу им. В. И. Ленина. По окончании её в марте 1932 года был назначен в 246-й стрелковый полк 82-й стрелковой дивизии УрВО в городе Кунгур, где проходил службу командиром пулеметного взвода и взвода полковой школы, командиром пулеметной роты, пом. начальника и начальником полковой школы. Член ВКП(б) с 1932 года.
С ноября 1937 года по август 1938 года находился на курсах при Разведывательном управлении РККА, затем был зачислен слушателем на основной факультет Военной академии РККА им. М. В. Фрунзе. В мае 1941 года окончил её и был назначен начальником штаба 141-го стрелкового полка 85-й стрелковой дивизии ЗапОВО.

### Великая Отечественная война
С началом войны дивизия в составе 4-го стрелкового корпуса 3-й армии Западного фронта участвовала в приграничном сражении в Белоруссии, в условиях окружения отходила на рубеж рек Неман и Свислочь и далее к городам Гродно и Новогрудок. С 4 июля 1941 года она находилась в составе 21-го стрелкового корпуса, выходила с ним южнее Минска на ст. Руденск и затем прорывалась отдельными группами в направлении Осиповичи, Смык, Дубно и далее на восток.
С августа 1941 года капитан Беляев исполнял должность старшего помощника начальника оперативного отдела штаба 13-й армии Брянского фронта. В конце сентября — октябре участвовал с ней в Орловско-Брянской оборонительной операции. С 11 ноября, после упразднения Брянского фронта, армия вела оборонительные бои на воронежском направлении в составе войск Юго-Западного фронта и к 5 декабря отошла на рубеж восточнее Ефремова, Елец, Волово. С началом контрнаступления под Москвой в декабре 1941 года она участвовала в Елецкой наступательной операции. С 24 декабря входила в Брянский фронт 2-го формирования и продолжала наступление на орловском направлении. С выходом на рубеж Скородное, Колпны её войска перешли к обороне.
В мае 1942 года Беляев назначается начальником штаба 132-й стрелковой дивизии. В составе 13-й армии Брянского фронта участвовал с ней в Воронежско-Ворошиловградской оборонительной операции. С января 1943 года дивизия успешно действовала в Воронежско-Касторненской наступательной операции, в боях в районе город Щигры. С февраля она входила в 60-ю армию Воронежского фронта и принимала участие в Харьковской наступательной операции, в освобождении городов Щигры и Курск. В том же месяце дивизия продолжала наступление в направлении г. Дмитриев-Льговский, перерезала дорогу Брянск — Льгов. С 1 мая она была передана 70-й армии Центрального фронта.
В июле 1943 года полковник Беляев переведен заместителем командира 211-й стрелковой дивизии. Участвовал с ней в Курской битве, в оборонительных боях на орловско-курском направлении, в Орловской наступательной операции. С 31 июля дивизия участвовала в Черниговско-Припятской наступательной операции. За отличие в боях при форсировании реки Десна и освобождение города Чернигов приказом ВГК от 21 сентября 1943 года ей было присвоено почетное наименование «Черниговская».
18 ноября 1943 года полковник Беляев назначен к командиром 71-й стрелковой дивизии. Её части в составе 38-й армии вели бои на правом берегу Днепра. С 18 декабря дивизия вошла в 18-ю армию и участвовала в Житомирско-Бердичевской и Проскуровско-Черновицкой наступательных операциях. Её части отличились при освобождении города Житомир и форсировании реки Южный Буг. С 29 апреля 1944 года дивизия находилась в обороне на рубеже западнее поселка Подкамень Львовской области.
27 июня 1944 года Беляев переводится на должность начальника оперативного отдела — 1-го заместителя начальника штаба 13-й армии 1-го Украинского фронта. Участвовал с ней в Львовско-Сандомирской наступательной операции.
С 6 августа 1944 года вновь принял командование 71-й стрелковой дивизией и воевал с ней до конца войны. С 10 октября 1944 года дивизия вошла в 70-ю армию и воевала на 1-м и 2-м(с 25 декабря) Белорусских фронтах. Участвовала в Восточно-Прусской, Млавско-Эльбингской, Восточно-Померанской и Берлинской наступательных операциях. За овладение городом Торунь (Торн) ей было присвоено наименование «Торунская», а за отличия в боях за города Пренцлау, Ангермюнде она была награждена орденом Красного Знамени.
За время войны комдив Беляев был 13 раз персонально упомянут в благодарственных в приказах Верховного Главнокомандующего.

### Послевоенное время
С июля 1945 года полковник Беляев командовал 272-й стрелковой Свирско-Померанской Краснознаменной ордена Красной Звезды дивизией во 2-й ударной армии ГСОВГ.
В августе 1945 года был направлен в распоряжение Военного совета Воронежского ВО, затем ГУК НКО.
В мае 1946 года назначен на преподавательскую работу в Военную академию им. М. В. Фрунзе, где исполнял должности преподавателя кафедры общей тактики и преподавателя по оперативно-тактической подготовке, старшего преподавателя кафедр общей тактики, тактики высших соединений и оперативно-тактической подготовки.
6 октября 1960 года полковник Беляев уволен в запас.

## Награды
- орден Ленина (05.11.1954)[4]
- два ордена Красного Знамени (12.10.1943[5], 05.11.1954[4])
- орден Суворова II степени (29.05.1945)[6]
- орден Кутузова II степени (10.04.1945)[7]
- орден Отечественной войны I степени (16.06.1943)[8]
- два ордена Красной звезды (31.01.1942[9], 03.11.1944[4])

медали в том числе:
- - «За победу над Германией в Великой Отечественной войне 1941—1945 гг.» (10.08.1945)[10]
  - «За освобождение Варшавы» (1945)
  - «Ветеран Вооружённых Сил СССР» (1976)
- знак «50 лет пребывания в КПСС»

Приказы (благодарности) Верховного Главнокомандующего в которых отмечен Н. З. Беляев.
- За овладение штурмом городом Сандомир — важным опорным пунктом обороны немцев на левом берегу Вислы. 18 августа 1944 года № 167.
- За овладение штурмом городом Пшасныш (Прасныш), городом и крепостью Модлин (Новогеоргиевск) — важными узлами коммуникаций и опорными пунктами обороны немцев. 18 января 1945 года. № 226.
- За овладение штурмом городом и крепостью Торунь (Торн) — важным узлом коммуникаций и мощным опорным пунктом обороны немцев на реке Висла. 1 февраля 1945 года. № 268.
- За овладение городами Хойнице (Конитц) и Тухоля (Тухель) — крупными узлами коммуникаций и сильными опорными пунктами обороны немцев в западной части Польши. 15 февраля 1945 года. № 280.
- За овладение городами Шлохау, Штегерс, Хаммерштайн, Бальденберг, Бублид — важными узлами коммуникаций и сильными опорными пунктами обороны немцев. 27 февраля 1945 года. № 285
- За овладение городами Бытув (Бютов) и Косьцежина (Берент) — важными узлами железных и шоссейных дорог и сильными опорными пунктами обороны немцев на путях к Данцигу. 8 марта 1945 года. № 296.
- За овладение городом и крепостью Гданьск (Данциг) — важнейшим портом и первоклассной военно-морской базой немцев на Балтийском море. 30 марта 1945 года. № 319.
- За форсирование восточного и западного Одера южнее Штеттина, прорыв сильно укрепленную оборону немцев на западном берегу Одера и овладение главным городом Померании и крупным морским портом Штеттин, а также занятие городов Гартц, Пенкун, Казеков, Шведт. 26 апреля 1945 года. № 344.
- За овладение городами Пренцлау, Ангермюнде — важными опорными пунктами обороны немцев в Западной Померании. 27 апреля 1945 года. № 348.
- За овладение городами и важными узлами дорог Анклам, Фридланд, Нойбранденбург, Лихен и вступили на территорию провинции Мекленбург. 29 апреля 1945 года. № 351.
- За овладение городами Штральзунд, Гриммен, Деммин, Мальхин, Варен, Везенберг — важными узлами дорог и сильными опорными пунктами обороны немцев. 1 мая 1945 года. № 354.
- За овладение городами Росток, Варнемюнде — крупными портами и важными военно-морскими базами немцев на Балтийском море, а также заняли города Рибнитц, Марлов, Лааге, Тетерев, Миров. 2 мая 1945 года. № 358.
- За овладение городами Барт, Бад-Доберан, Нойбуков, Варин, Виттенберге и за соединение на линии Висмар, Виттенберге с союзными нам английскими войсками. 3 мая 1945 года. № 360.